# Madagascarchaea voronakely
Espèce
Synonymes
- Eriauchenius voronakely Wood, 2008

Madagascarchaea voronakely est une espèce d'araignées aranéomorphes de la famille des Archaeidae.

## Distribution
Cette espèce est endémique de Madagascar. Elle se rencontre les régions d'Ihorombe, d'Atsimo-Andrefana et d'Androy.

## Description
Le mâle holotype mesure 1,90 mm et la femelle paratype 1,96 mm.

## Publication originale
- Wood, 2008 : A revision of the assassin spiders of the Eriauchenius gracilicollis group, a clade of spiders endemic to Madagascar (Araneae: Archaeidae). Zoological Journal of the Linnean Society, vol. 152, p. 255-296.